# Christian Georg Danckwardt
Christian Georg Danckwardt, född 20 juli 1701, död 24 juni 1763 på Göingeholm herrgård i Häglinge socken, var en svensk bruksdirektör.
Han var son till bruksdirektören Georg Danckwardt, adlad Danckwardt (1664-1721) och Johanna Maria Papke (1676-1756) samt dotterson till biskopen Christian Papke. Från 1735 var han gift med Gertrud Christina Bergenstierna (1714-1769) som var dotter till bergsrådet Johan Berg, adlad Bergenstierna (1668-1748).   
Danckwardt blev student vid Lunds universitet med akademiskt testimonium 1722. Han fick i december 1723 respass till rikets bergverk. Han blev auskultant i bergskollegium i december 1727 och avlade eden där i januari 1728. Danckwardt blev extra ordinarie notarie där 1733 och förrättade bergstingen i Jönköpings län 1733-1734. Han blev direktör vid Torsebro krutbruk 1735 och fick krigsråds titel. 